# Karl Köglsperger
Karl Köglsperger (* 22. Dezember 1899 in Breslau; † 16. Juni 1980 in München) war ein deutscher Politiker (SPD). Er war von 1954 bis 1962 Abgeordneter des Bayerischen Landtages.

## Leben
Der Sohn eines Krankenkasseninspektors arbeitete ab 1920 als Angestellter in der Sozialversicherung und Fürsorge. Nach Fortbildungen an der Verwaltungsschule Deutscher Krankenkassen in Berlin-Charlottenburg sowie an den Verwaltungsakademien in Breslau, Dresden und Berlin erhielt er 1933 eine Stelle als Reichsprüfer des Hauptverbandes Deutscher Krankenkassen in Annaberg. Von 1939 bis 1945 war er Leiter der Münchener Niederlassung der Vereinigung der Betriebskrankenkassen des Reichs.
Köglsperger war seit 1920 Mitglied der SPD. Zum 1. Mai 1937 trat er der NSDAP bei (Mitgliedsnummer 4.359.209).
Nach Beendigung des Zweiten Weltkrieges schloss er sich wiederum der SPD an. Von Mai bis Oktober 1945 wurde er von der Sowjetischen Militäradministration kommissarisch als Landrat des Kreises Annaberg eingesetzt. Im Anschluss siedelte er nach München über und wurde als 131er in den Verwaltungsdienst übernommen. Sein Eintritt in den Ruhestand erfolgte als Regierungsoberamtmann. In seiner Wahlheimat engagierte er sich erneut politisch und wurde zum Vorsitzenden des SPD-Kreisverbandes Schwabing-Freimann gewählt.
Bei den Landtagswahlen 1954 und 1958 wurde Köglsperger jeweils über den Stimmkreis München II in den Bayerischen Landtag gewählt, dem er bis 1962 angehörte. Im Parlament war er von 1957 bis 1958 Mitglied des Ausschusses für Besoldungsfragen, von 1957 bis 1958 sowie 1962 Mitglied des Ausschusses für Eingaben und Beschwerden, von 1955 bis 1962 Mitglied des Ausschusses für Fragen des Beamtenrechts und der Besoldung, von 1955 bis 1958 Mitglied des Ausschusses für kulturpolitische Angelegenheiten und von 1958 bis 1962 Mitglied des Ausschusses für Geschäftsordnung und Wahlprüfung. 1959 wurde er vom Landtag in die 3. Bundesversammlung zur Wahl des Bundespräsidenten entsandt.
Köglsperger starb 1980 und wurde auf dem Münchener Nordfriedhof beigesetzt.